# Fantastyczne zwierzęta (seria filmowa)
Fantastyczne zwierzęta (tytuł oryginalny: Fantastic Beasts) – seria brytyjsko-amerykańskich filmów fantasy, wydawanych od 2016 roku. Cykl jest produkowany przez wytwórnie Warner Bros. Pictures i Heyday Films oraz dystrybuowany przez pierwszą z nich.
Fantastyczne zwierzęta stanowią element franczyzy medialnej Wizarding World, obejmującej dzieła osadzone w fikcyjnym świecie magii, wykreowanym przez brytyjską pisarkę J.K. Rowling w serii powieści Harry Potter. Filmy stanowią spin-off i prequel dla Harry’ego Pottera – pierwszej serii filmowej z franczyzy, obejmującej produkcje z lat 2001–2011. Fantastyczne zwierzęta są osadzone w pierwszej połowie XX wieku, w trakcie wojny czarodziejów z czarnoksiężnikiem Gellertem Grindelwaldem. Głównym bohaterem jest Newt Skamander, angielski czarodziej zajmujący się badaniem magicznych zwierząt.
Seria ma planowo składać się z pięciu filmów, z czego dotychczas ukazały się trzy: Fantastyczne zwierzęta i jak je znaleźć (2016), Fantastyczne zwierzęta: Zbrodnie Grindelwalda (2018) i Fantastyczne zwierzęta: Tajemnice Dumbledore’a (2022). Reżyserem całego cyklu jest David Yates, zaś producentami David Heyman, J.K. Rowling, Steve Kloves i Lionel Wigram. Scenarzystką serii jest Rowling, ponadto współscenarzystą trzeciej części jest Steve Kloves.

## Lista filmów
| Nr | Tytuł                                          | Tytuł oryginalny                            | Data premiery          | Data premiery w Polsce |
| -- | ---------------------------------------------- | ------------------------------------------- | ---------------------- | ---------------------- |
| 1  | Fantastyczne zwierzęta i jak je znaleźć        | Fantastic Beasts and Where to Find Them     | 10 listopada 2016(dts) | 18 listopada 2016(dts) |
| 2  | Fantastyczne zwierzęta: Zbrodnie Grindelwalda  | Fantastic Beasts: The Crimes of Grindelwald | 8 listopada 2018(dts)  | 16 listopada 2018(dts) |
| 3  | Fantastyczne zwierzęta: Tajemnice Dumbledore’a | Fantastic Beasts: The Secrets of Dumbledore | 29 marca 2022(dts)     | 7 kwietnia 2022(dts)   |

## Streszczenie fabuły

### Fantastyczne zwierzęta i jak je znaleźć
W 1926 roku angielski czarodziej Newt Skamander przypływa do Nowego Jorku z walizką, w której schowane są magiczne stworzenia. Wskutek przypadkowej zamiany walizek z niemagiem Jacobem Kowalskim część stworzeń wydostaje na zewnątrz. Jako że posiadanie czarodziejskich zwierząt jest w Stanach Zjednoczonych nielegalne, Newta aresztuje zdegradowana aurorka Tina Goldstein, jednak Magiczny Kongres go wypuszcza. Newt i Tina odnajdują Jacoba, a następnie wraz z nim i siostrą Tiny, Queenie, rozpoczynają poszukiwania zaginionych stworzeń. Tymczasem Nowy Jork terroryzuje Obskurus – niszczycielska forma energii, w którą przemienia się czarodziej Credence Barebone na życzenie pracującego w Magicznym Kongresie Percivala Gravesa. Jego działania wywołują kryzys w amerykańskiej społeczności magicznej, której grozi ujawnienie przed niemagami. Tymczasem Newt odnajduje zaginione stworzenia i dzięki ich wsparciu pomaga aurorom schwytać Gravesa, który okazuje się być zakamuflowanym czarnoksiężnikiem Gellertem Grindelwaldem.

### Fantastyczne zwierzęta: Zbrodnie Grindelwalda
Grindelwaldowi udaje się uciec podczas transportu z amerykańskiego więzienia. Tymczasem Albus Dumbledore, nauczyciel z Hogwartu, prosi Newta o zlokalizowanie Credence’a i chronienie go przed Grindelwaldem. Queenie i Jacob odwiedzają Newta i zdradzają mu, że Tina poszukuje Credence’a w Paryżu. Queenie udaje się do stolicy Francji, by odnaleźć siostrę, a następnie to samo czynią Newt i Jacob. Tymczasem Credence’a szuka w Paryżu także jego rzekomy brat przyrodni Yusuf Kama, który poprzysiągł go zabić. Równocześnie Credence, pragnący poznać swoją przeszłość, szuka swojej matki. Grindelwald go odnajduje i obiecuje mu pomóc. Leta Lestrange, szwagierka Newta i przyrodnia siostra Yusufa, zdradza Newtowi, Tinie i Yusufowi, że Credence w rzeczywistości nie jest z nimi spokrewniony. Bohaterowie wraz z aurorami udają się na wiec Grindelwalda, który zachęca swoich zwolenników do szerzenia jego idei w Europie. Do czarnoksiężnika dołączają Credence i Queenie. Newt wręcza Dumbledore’owi wykradzioną fiolkę z paktem krwi, wedle którego ten nigdy nie może walczyć z Grindelwaldem, i który teraz może zostać anulowany.

### Fantastyczne zwierzęta: Tajemnice Dumbledore’a
Akcja rozgrywa się kilka lat po wydarzeniach ze Zbrodni Grindelwalda. Albus Dumbledore wie, że Gellert Grindelwald pragnie zawładnąć światem magii. Powierza więc Newtowi Skamanderowi oraz jego przyjaciołom misję armi, która zechce stawić czoła czarnoksiężnikowi. Wysoka stawka nadchodzącego starcia powoduje, że Dumbledore zastanawia się jak długo będzie w stanie pozostać na uboczu.

## Obsada i bohaterowie
| Postać                      | Obsada (w nawiasie podano aktorów polskiej wersji językowej) | Obsada (w nawiasie podano aktorów polskiej wersji językowej) | Obsada (w nawiasie podano aktorów polskiej wersji językowej) |
| Postać                      | Fantastyczne zwierzęta i jak je znaleźć (2016)               | Fantastyczne zwierzęta: Zbrodnie Grindelwalda (2018)         | Fantastyczne zwierzęta: Tajemnice Dumbledore’a (2022)        |
| --------------------------- | ------------------------------------------------------------ | ------------------------------------------------------------ | ------------------------------------------------------------ |
| Abernathy                   | Kevin Guthrie (Przemysław Stippa)                            | Kevin Guthrie (Przemysław Stippa)                            |                                                              |
| Chastity Barebone           | Jenn Murray (Gabriela Całun)                                 |                                                              |                                                              |
| Credence Barebone           | Ezra Miller (Józef Pawłowski)                                | Ezra Miller (Józef Pawłowski)                                | Ezra Miller (Józef Pawłowski)                                |
| Mary Lou Barebone           | Samantha Morton (Katarzyna Kwiatkowska)                      |                                                              |                                                              |
| Modesty Barebone            | Faith Wood-Blagrove (Amelia Kaczmarczyk)                     |                                                              |                                                              |
| Gnarlak                     | Ron Perlman (Jan Szurmiej)                                   |                                                              |                                                              |
| Porpentina „Tina” Goldstein | Katherine Waterston (Lidia Sadowa)                           | Katherine Waterston (Lidia Sadowa)                           | Katherine Waterston (Lidia Sadowa)                           |
| Queenie Goldstein           | Alison Sudol (Marieta Żukowska)                              | Alison Sudol (Marieta Żukowska)                              | Alison Sudol (Marieta Żukowska)                              |
| Percival Graves             | Colin Farrell (Marcin Dorociński)                            |                                                              |                                                              |
| Gellert Grindelwald         | Johnny Depp                                                  | Johnny Depp                                                  | Mads Mikkelsen (Robert Więckiewicz)                          |
| Gellert Grindelwald         | (Piotr Bajor)                                                | (Tomasz Borkowski)                                           | Mads Mikkelsen (Robert Więckiewicz)                          |
| Gellert Grindelwald         | Jamie Campbell Bower                                         |                                                              |                                                              |
| Jacob Kowalski              | Dan Fogler (Arkadiusz Jakubik)                               | Dan Fogler (Arkadiusz Jakubik)                               | Dan Fogler (Arkadiusz Jakubik)                               |
| Leta Lestrange              | Zoë Kravitz (Maria Dębska)                                   | Zoë Kravitz (Maria Dębska)                                   |                                                              |
| Leta Lestrange              | Ruby Woolfenden                                              |                                                              |                                                              |
| Leta Lestrange              | Thea Lamb                                                    |                                                              |                                                              |
| Serafina Picquery           | Carmen Ejogo (Anna Dereszowska)                              | Carmen Ejogo (Anna Dereszowska)                              |                                                              |
| Henry Shaw Junior           | Josh Cowdery (Waldemar Barwiński)                            |                                                              |                                                              |
| Henry Shaw Senior           | Jon Voight (Marek Lewandowski)                               |                                                              |                                                              |
| Langdon Shaw                | Ronan Raftery (Krzysztof Szczepaniak)                        |                                                              |                                                              |
| Newt Skamander              | Eddie Redmayne (Maciej Zakościelny)                          | Eddie Redmayne (Maciej Zakościelny)                          | Eddie Redmayne (Maciej Zakościelny)                          |
| Newt Skamander              | Joshua Shea (Wit Apostolakis-Gluziński)                      |                                                              |                                                              |
| Ya Zhou                     | Gemma Chan (Marzena Rogalska)                                |                                                              |                                                              |
| Bunty Broadacre             |                                                              | Victoria Yeates (Milena Suszyńska-Dziuba)                    | Victoria Yeates (Milena Suszyńska-Dziuba)                    |
| Albus Dumbledore            |                                                              | Jude Law (Adam Cywka)                                        | Jude Law (Adam Cywka)                                        |
| Albus Dumbledore            | Toby Regbo                                                   |                                                              |                                                              |
| Eulalie „Lally” Hicks       |                                                              | Jessica Williams (Anna Szymańczyk)                           | Jessica Williams (Anna Szymańczyk)                           |
| Yusuf Kama                  |                                                              | William Nadylam                                              | William Nadylam                                              |
| Yusuf Kama                  | (Mariusz Saniternik)                                         | (Piotr Grabowski)                                            |                                                              |
| Minerwa McGonagall          |                                                              | Fiona Glascott (Katarzyna Tatarak)                           | Fiona Glascott (Katarzyna Tatarak)                           |
| Nagini                      |                                                              | Claudia Kim (Aleksandra Radwan)                              |                                                              |
| Vinda Rosier                |                                                              | Poppy Corby-Tuech                                            | Poppy Corby-Tuech                                            |
| Tezeusz Skamander           |                                                              | Callum Turner (Wojciech Zieliński)                           | Callum Turner (Wojciech Zieliński)                           |
| Aberforth Dumbledore        |                                                              |                                                              | Richard Coyle (Marcin Czarnik)                               |
| Vicência Santos             |                                                              |                                                              | Maria Fernanda Cândido (Zuzanna Lipiec)                      |
| Liu Tao                     |                                                              |                                                              | Dave Wong                                                    |
| Anton Vogel                 |                                                              |                                                              | Oliver Masucci (Krzysztof Dracz)                             |

## Geneza i produkcja
W 2011 odbyła się premiera Harry’ego Pottera i Insygniów Śmierci: Części II – ósmej i ostatniej części serii filmowej Harry Potter. Inicjatorem kolejnych filmów osadzonych w świecie magii był Lionel Wigram, producent z wytwórni Warner Bros. Pictures, który pracował przy czterech ostatnich częściach Harry’ego Pottera jako producent wykonawczy. Wigram chciał rozwinąć tematykę magicznych stworzeń, które Rowling wymyśliła i opisała w książce Fantastyczne zwierzęta i jak je znaleźć z 2001, napisanej jako dodatek do serii powieści Harry Potter. Wytwórnia Warner Bros. zaaprobowała jego pomysł i zwróciła się do Rowling, która również wyraziła zainteresowanie projektem.
Pisarka postanowiła stworzyć historię i napisać scenariusze, tym samym debiutując w roli scenarzystki. Wigram powiedział: „Nikt nie mógł sprawdzić się lepiej niż ona. Nie sądzę, by ktoś inny niż twórczyni tego świata mógłby przejąć kreatywne prawa do przekraczania granic i budowania nowych elementów”. Główną postacią cyklu Rowling uczyniła Newta Skamandra, fikcyjnego autora podręcznika Fantastyczne zwierzęta i jak je znaleźć, używanego przed uczniów przedstawionej w Harrym Potterze szkoły magii Hogwart. Historię osadziła w latach 1926–1945, czyli kilkadziesiąt lat przed wydarzeniami z Harry’ego Pottera. We wrześniu 2013 wytwórnia Warner Bros. ogłosiła powstanie filmu i udział Rowling w jego produkcji. W październiku David Heyman, producent wszystkich filmów z serii Harry Potter, ogłosił, że wyprodukuje także Fantastyczne zwierzęta i jak je znaleźć. W marcu 2014 Warner Bros. ogłosił, że nowa seria będzie trylogią. W październiku David Yates, który wyreżyserował cztery ostatnie filmy z serii Harry Potter, został ogłoszony reżyserem Fantastycznych zwierząt.
Steve Kloves, scenarzysta siedmiu z ośmiu części Harry’ego Pottera, został zaangażowany do Fantastycznych zwierząt jako producent . Dodatkowo objął rolę drugiego scenarzysty przy trzeciej części. Kolejnymi osobami, które powróciły do pracy nad franczyzą Wizarding World, byli: scenograf Stuart Craig, kierownik zespołu efektów specjalnych Tim Burke, montażysta Mark Day i kierownik castingu Fiona Weir . Jany Temime, kostiumograf wszystkich części Harry’ego Pottera od trzeciej, postanowiła nie angażować się w Fantastyczne zwierzęta, a jej rolę przejęła Colleen Atwood. Do skomponowania ścieżki dźwiękowej został zatrudniony James Newton Howard.
W maju 2014 Warner Bros. ogłosił, że premiera pierwszego filmu z cyklu, Fantastycznych zwierząt i jak je znaleźć, odbędzie się 18 listopada 2016. W sierpniu 2016 premiera drugiej części, Fantastycznych zwierząt: Zbrodni Grindelwalda, została zaplanowana na 16 listopada 2018. W październiku 2016 Rowling ogłosiła, że seria będzie obejmowała pięć filmów, na które już zaplanowała fabułę. W kwietniu 2019 Warner Bros. zapowiedział premierę trzeciego filmu na 12 listopada 2021. Ze względu na opóźnienie zdjęć z powodu pandemii COVID-19 premiera została w listopadzie 2020 przesunięta na 15 lipca 2022. Następnie, we wrześniu 2021, została przeniesiona na 8 kwietnia 2022.

### Dobór obsady
Producenci filmu rozważali obsadzenie w głównej roli Newta Skamandra Eddiego Redmayne’a, Nicholasa Houlta i Matta Smitha. 1 czerwca 2015 wytwórnia Warner Bros. ogłosiła zatrudnienie Redmayne’a. W pozostałych głównych rolach zostali obsadzeni: Katherine Waterston jako Tina Goldstein, Alison Sudol jako Queenie Goldstein i Dan Fogler jako Jacob Kowalski. Ponadto angaż w filmie Fantastyczne zwierzęta i jak je znaleźć otrzymali: Ezra Miller jako Credence Barebone, Samantha Morton jako Mary Lou Barebone, Jenn Murray jako Chastity Barebone, Faith Wood-Blagrove jako Modesty i Colin Farrell jako Percival Graves. W listopadzie 2016, w miesiącu premiery pierwszej części, David Yates potwierdził pogłoski, że Johnny Depp wystąpił w filmie w roli cameo jako znany z cyklu Harry Potter Gellert Grindelwald, który w kontynuacji, Fantastycznych zwierzętach: Zbrodniach Grindelwalda, będzie jedną z głównych postaci.
W kwietniu 2017 Jude Law został obsadzony jako Albus Dumbledore – kolejna postać z Harry’ego Pottera w młodszej odsłonie. Wcześniej wytwórnia Warner Bros. rozważała zatrudnienie do roli między innymi Christiana Bale’a, Benedicta Cumberbatcha, Marka Stronga oraz Jareda Harrisa, syna Richarda Harrisa, który wcielił się w Dumbledore’a w filmach Harry Potter i Kamień Filozoficzny (2001) oraz Harry Potter i Komnata Tajemnic (2002). W rolach drugoplanowych w Fantastycznych zwierzętach: Zbrodniach Grindelwalda zostali obsadzeni: Callum Turner jako Tezeusz Scamander, Claudia Kim jako Nagini oraz Zoë Kravitz, która pojawiła się w pierwszej części tylko na zdjęciu, jako Leta Lestrange.
W listopadzie 2020 Johnny Depp przegrał proces o zniesławienie wytoczony tabloidowi The Sun, który donosił o stosowaniu przez Deppa przemocy domowej wobec Amber Heard. Wskutek prośby wystosowanej przez wytwórnię Warner Bros. aktor zrezygnował z udziału w Fantastycznych zwierzętach, choć zdążył nakręcić na potrzeby trzeciej części jedną scenę. Mimo to Depp otrzymał gażę za film. W tym samym miesiącu rolę Grindelwalda przejął Mads Mikkelsen.

### Zdjęcia
Zdjęcia do Fantastycznych zwierząt, podobnie jak do serii Harry Potter, powstają głównie w kompleksie Leavesden Studios w miejscowości Leavesden, położonej około 32 kilometry od Londynu. Ponadto filmy były kręcone w istniejących lokalizacjach w Londynie i Liverpoolu.

## Odbiór krytyków
Pierwsza część, Fantastyczne zwierzęta i jak je znaleźć, zdobyła w serwisie Rotten Tomatoes agregującym profesjonalne recenzje krytyków filmowych wynik 74% pozytywnych spośród 346 zebranych. W podsumowaniu odbioru autorzy portalu napisali, że film „czerpie z bogatej mitologii Harry’ego Pottera, aby dostarczyć spin-off, który sam w sobie olśniewa magią budowania świata”. Peter Bradshaw z „The Guardian” nazwał go w pięciogwiazdkowej recenzji (w skali do pięciu) „niesamowicie dobrodusznym, bezpretensjonalnym i nieodparcie prężnym”. Larry Bartleet z NME napisał, że film ma więcej uroku niż którakolwiek część Harry’ego Pottera.
Druga część, Fantastyczne zwierzęta: Zbrodnie Grindelwalda, zdobyła w serwisie Rotten Tomatoes wynik 36% pozytywnych recenzji spośród 334 zebranych. W podsumowaniu odbioru autorzy portalu napisali, że film „ma przebłyski magii znanej fanom Harry’ego Pottera, ale czar tej historii nie jest tak silny, jak przy wcześniejszych częściach”. Andrew Barker z „Variety” napisał, że „rzadko pojawia się duże napięcie, poczucie przygody lub prawdziwa tęsknota, po prostu jest to jak oglądanie przestawiania figur po szachownicy od miejsca do miejsca”. Bradshaw ocenił, że „świeżość i zwykły pośpiech narracyjny pierwszego filmu zostały zniweczone na rzecz bardziej rozwleczonego budowania fabuły”.

## Wyniki finansowe
| Nr      | Tytuł                                          | Rok     | Budżet przybliżony | Dochód światowy | Dochód lokalny  | Dochód lokalny             | Dochód lokalny | Ranking w roku |
| Nr      | Tytuł                                          | Rok     | Budżet przybliżony | Dochód światowy | Wielka Brytania | Stany Zjednoczone i Kanada | Polska         | Ranking w roku |
| ------- | ---------------------------------------------- | ------- | ------------------ | --------------- | --------------- | -------------------------- | -------------- | -------------- |
| 1       | Fantastyczne zwierzęta i jak je znaleźć        | 2016    | 180 000 000        | 814 044 001     | 68 006 426      | 234 037 575                | 4 151 578      | 8              |
| 2       | Fantastyczne zwierzęta: Zbrodnie Grindelwalda  | 2018    | 200 000 000        | 654 855 901     | 44 866 103      | 159 555 901                | 4 611 299      | 10             |
| 3       | Fantastyczne zwierzęta: Tajemnice Dumbledore’a | 2022    | 200 000 000        | 405 161 334     | 25 395 527      | 95 850 844                 | 2 006 962      | 11             |
| W sumie | W sumie                                        | W sumie | 580 000 000        | 1 874 061 236   | 138 268 056     | 489 444 320                | 10 769 839     |                |